# ジョン・ターニー
ジョン・アラン・ターニー（John Alan Turney、1972年2月16日 - ）は、日本出身のアスレティックトレーナー、野球指導者、通訳者。
父は日本文学研究者のアラン・ターニー。

## 経歴
東京都生まれ。横浜インターナショナルスクール卒業後、渡米してピュージェットサウンド大学などで学ぶ。
1998年から2000年までは横浜ベイスターズで球団職員として勤務した後、2001年からコンディション担当コーチを任され2009年まで務めた。
2009年11月に読売ジャイアンツの一軍トレーニングコーチに就任。巨人がオーストラリアン・ベースボールリーグに選手を派遣した際に同行、通訳などの仕事もした。2011年に球団の国際部に異動になり、2012年から外国人選手の通訳を務めていたが、2016年は再び一軍トレーニングコーチを務め、2017年から二軍トレーニングコーチに配置転換された。2019年シーズンからは再び一軍トレーニングコーチに配置転換された。2022年は三軍トレーニングコーチに配置転換された。2024年からはトレーニングコーチはコーチ登録されなくなった。

## 人物
- トレーニングの専門家で、プロ選手経験はない。
- 子供の頃から野球が大好きで地元の大洋ホエールズファンで、友の会にも入っていた。
- 日本のプロ野球の選手、監督、コーチの中では唯一のイギリス国籍である。
- 英語と日本語のバイリンガル。ファンに対して「日本語が普通に喋れるのでもっと話しかけて欲しい」と語っている。
- NHKの英会話番組（『ステップ&ジャンプ ジャンプ・英語』1990年7月12日放送分）に出演経験があり、そのことを『ズームイン!!サタデー』内の『プロ野球熱ケツ情報』で話すと、2010年11月20日放送回で当時の映像が紹介された（大学の英文学・日本文学の教師だった父アランが番組を担当していたことがきっかけに親子共演）。局の垣根を越えてまで日テレが映像を探すと思っていなかったジョン本人は、「ポロっと言っちゃったらダメですね」と苦笑いだった。

## 詳細情報

### 背番号
- 70（2001年 - 2009年）
- 120（2010年）[注 2]
- 100（2011年）
- 98（2016年）
- 106（2017年 - 2018年）
- 90（2019年）

※2020年からは背番号なし